# Lijst van honkballers
Dit is een lijst van voornaamste internationale honkballers.

## A
Bob van Aalen -
Hank Aaron -
Ace Adams -
Sharnol Adriana -
Adrian Anthony -
Bill Arce -
Hans Augustinus

## B
Jan Baas -
Ed Bailey -
Joop Bakker -
M.C. Bakker -
Wladimir Balentien -
Johnny Balentina -
Judsel Baranco -
Jason Bartlett -
Fred Beckers -
Nol Beenders -
Doet Beets -
Herman Beidschat -
Denny Beljaards -
Patrick Beljaards -
Richard Beljaards -
Eduard van Bennekom -
Maikel Benner -
Harry van den Berg -
David Bergman -
Kenny Berkenbosch -
Roger Bernadina -
Yogi Berra -
Roy Berrevoets -
Piet Besanger -
Roy Blijden -
Arnoud Blom -
Ton Bodaan -
Henk Boeren -
Barry Bonds -
Peter Boon -
Frank Bos -
Giel ten Bosch -
Leon Boyd -
Nico Brands -
Ben de Brouwer -
Eric de Bruin -
Pavel Budský -
A.J. Burnett

## C
Peter Callenbach -
Yurendell de Caster -
Forstin Coenraad -
Ivanon Coffie -
Tonny Cohen -
Melfried Comenencia -
Rob Cordemans -
Hans Corpeleijn -
Wim Corpeleijn -
René Cremer -
Mike Crouwel -
Wim Crouwel -
Flip Le Cuivre

## D
Peter van Dalen -
Jeroen Deken -
Joe DiMaggio -
Eddie Dix -
Rudy Dom -
Robin van Doornspeek -
Dave Draijer -
Berry van Driel -
Roy van den Dungen Gronovius -
Michael Duursma

## E
Robert Eenhoorn -
Joey Eijpe -
Bryan Engelhardt -
Eric Erickson -
Eugene Espineli -
Jermaine Esprit

## F
Ton Fabrie - 
Rikkert Faneyte - 
Brian Farley - 
Ade Fijth - 
Tico Fleming - 
Marlon Fluonia - 
Bill Froberg

## G
Stijn Gabriëls -
Martin Gaus -
Wim Geestman -
Lou Gehrig -
Joop Geurts -
Russ Gibson -
Sven van der Graaf -
Ken Griffey jr. -
Bill Groot -
Frans Groot -
Harvey Gumbs -
Gregory Gustina

## H
Bertil Haage -
Gerlach Halderman -
Eddy Halman -
Gregory Halman -
Simon Heemskerk -
Eugene Henson -
Carlos van Heyningen -
Kees Hiele -
Evert-Jan 't Hoen -
Rob Hoffmann -
Robbert Hoffmann -
Gé Hoogenbos -
John Houseman -
Andy Houtkamp -
Nol Houtkamp -
Rick van den Hurk

## I
Chairon Isenia -
Percy Isenia -
Jason Isringhausen

## J
Ronald Jaarsma -
Ton de Jager -
Eelco Jansen -
Henny Jenken -
Chicho Jesurun -
Derek Jeter -
Randy Johnson -
Martin Jole -
Andruw Jones -
Chipper Jones -
Sidney de Jong -
Ferenc Jongejan -
Johnny Jonkers -
Marcel Joost

## K
Michiel van Kampen -
Henk Keulemans -
Tim Keuter -
Eugene Kingsale -
Diederik Klaassen -
Roel Klaassen -
Dirk van 't Klooster -
Jurjan Koenen -
Ramsey Koeyers -
Roel Koolen -
Roger Kops -
Siemen Korff -
Harry Koster

## L
Patrick de Lange -
Raily Legito -
Hans Lemmink -
Jan Dick Leurs -
Cory Lidle -
Jurriaan Lobbezoo

## M
Boudewijn Maat -
Robert Maat -
Greg Maddux -
Calvin Maduro -
Mickey Mantle -
André van Maris -
Diego Markwell -
Wim Martinus -
Shairon Martis -
Daisuke Matsuzaka -
Steve Matthew -
Willie Mays -
Mark McGwire -
Martijn Meeuwis -
Hensley Meulens -
Loek van Mil -
Ralph Milliard -
Roel de Mon -
Harvey Monte -
Oscar Montero -
Craig Montvidas

## N
Paul Nanne -
Tom Nanne -
Jan Naterop -
Ton ter Neuzen

## O
Joop Odenthal -
David Ortiz

## P
Bob Pels -
Henry Peploski -
Kirby Puckett

## R
Manny Ramirez -
Rosario Rasmijn -
Erik Remmerswaal -
Win Remmerswaal -
Hamilton Richardson -
Erik de Rijcke -
Mariano Rivera -
Alex Rodriguez -
Danny Rombley -
Glenn Romney -
Kevin Roovers -
Babe Ruth

## S
Jan Scheurman -
Henk Schijvenaar -
Rocky Siberie -
Randall Simon -
Jeroen Sluijter -
Tjerk Smeets -
Jan Smidt -
Alexander Smit -
Sammy Sosa -
Adam Sowell -
Stephen Spragg -
Orlando Stewart -
Nick Stuifbergen -
Tom Stuifbergen -
Juan Carlos Sulbaran -
Ichiro Suzuki

## T
Jim Thorpe -
Nico Tromp

## U
Charles Urbanus jr. -
Charles Urbanus sr. -
Han Urbanus

## V
Lester Victoria -
Henk Vissers -
Bart Volkerijk -
Leo Voogd -
Joey Votto -
Albert van Vuure

## W
Hugo Walker -
Pim Walsma -
John van Westrenen -
Leo van Wijk -
Cor Wilders -
Ron Williamson

## Z
Jurjen van Zijl -
Ruud Zijlstra -
Ed Zukiwsky -
Dolf de Zwart